# Robert Totten
Robert Totten est un réalisateur, scénariste et acteur américain, né le 5 février 1937 à Los Angeles (Californie) et mort dans la même ville le 27 janvier 1995.

## Filmographie

### Comme réalisateur

#### Cinéma
- 1963 : Commando de choc (The Quick and the Dead) - également scénariste
- 1969 : Une poignée de plombs (Death of a Gunfighter), coréalisé avec Don Siegel
- 1971 : Le Pays sauvage (The Wild Country)
- 1976 : Pony Express Rider (en) - également scénariste
- 1988 : Dark Before Dawn

#### Télévision

##### Téléfilms
- 1969 : Ride a Northbound Horse
- 1973 : Mystery in Dracula's Castle
- 1973 : Le Poney rouge (The Red Pony) - également scénariste
- 1975 : Huckleberry Finn
- 1979 : Le Clan des Sacketts (The Sacketts)

##### Séries télévisées
- 1959 : Intrigues à Hawaï
- 1962 : The Gallant Men
- 1966-1971 : Gunsmoke
- 1968-1975 : Le Monde merveilleux de Disney
- 1969 : Then Came Bronson
- 1970 : Dan August
- 1972 : Kung Fu
- 1977 : The Fitzpatricks
- 1980 : Enos

### Comme acteur
- 1961 : Susan Slade de Delmer Daves : Joe
- 1962 : Trauma : le pompiste
- 1970 : Cutter's Trail (téléfilm) : Thatcher
- 1979 : Le Retour du gang des chaussons aux pommes (The Apple Dumpling Gang Rides Again) de Vincent McEveety : Blainey
- 1988 : Dark Before Dawn : Dusty